# 戈里齊亞和格拉迪斯
45°56′31″N 13°37′14″E / 45.94194°N 13.62056°E
戈里齊亞和格拉迪斯（德語：Gefürstete Grafschaft Görz und Gradisca）是哈布斯堡王朝的領地之一，屬於濱海奧地利的一部分，相當於現在義大利和斯洛維尼亞國境北部的地區。戈里齊亞和格拉迪斯這個名稱來自於這裡的兩大中心城市戈里齊亞和格拉迪斯卡迪松佐。